# Hélène Clauzel
Hélène Clauzel (Eguisheim, 25 januari 1998) is een wielrenster uit Frankrijk, die voornamelijk actief is bij het veldrijden en het mountainbike.

## Biografie
In 2016 werd Clauzel Frans nationaal kampioene veldrijden bij de junioren. Dat jaar werd ze tweede bij de Europese kampioenschappen veldrijden 2016 bij de beloften. In 2023 en 2024 won ze de nationale titel bij de elite.
Hélène is de zus van wielrenster Perrine Clauzel.

## Palmares

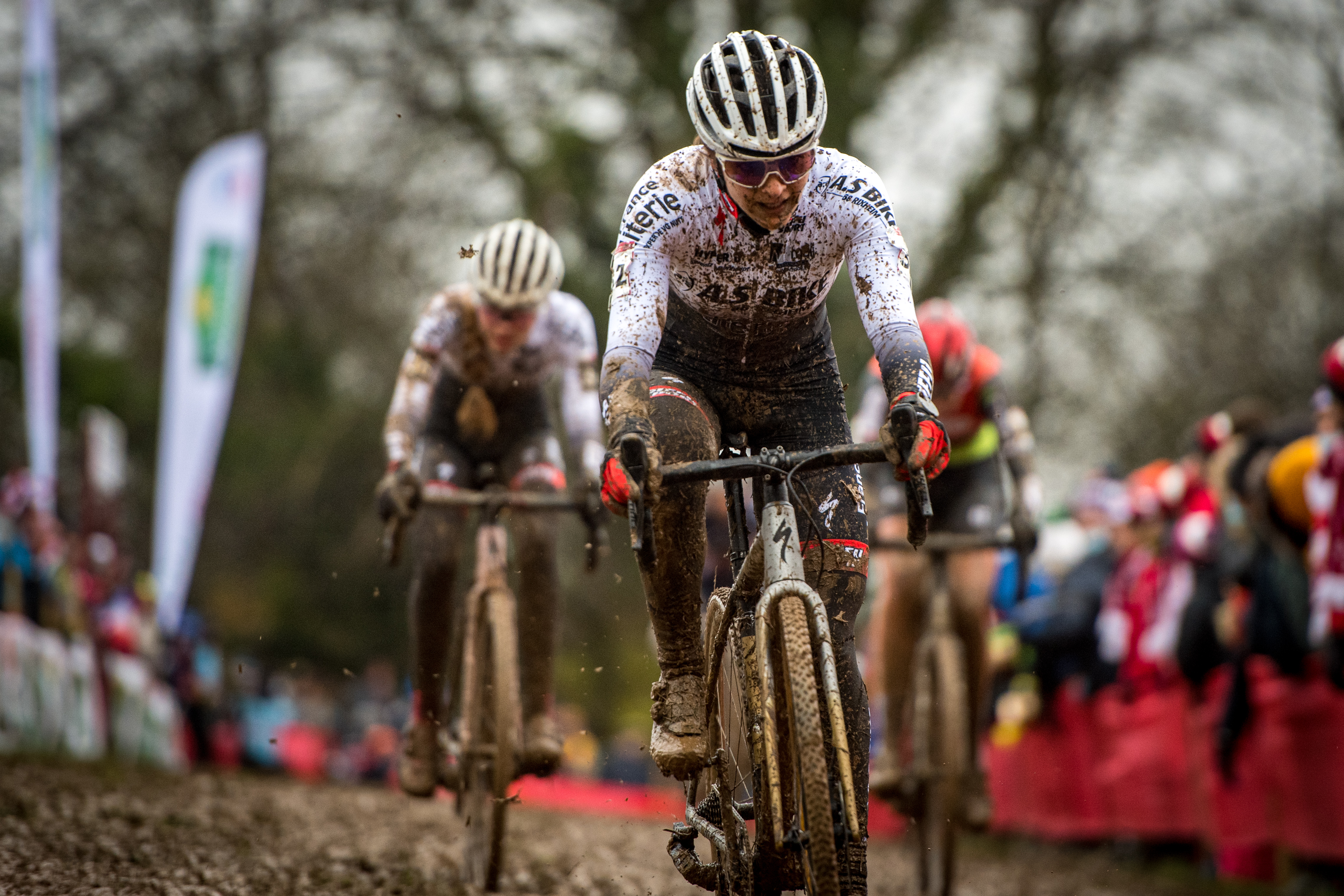
Hélène Clauzel tijdens de wereldbeker van Besançon (2021)

### Veldrijden
Overwinningen
| Seizoen                                  | Wereldbeker | Coupe de France | WK  | EK  | FK     | Overige                                                                           | Aantal zeges |
| ---------------------------------------- | ----------- | --------------- | --- | --- | ------ | --------------------------------------------------------------------------------- | ------------ |
| 2015-2016                                |             | Albi            | NVT | NVT | NVT    |                                                                                   | 1            |
| 2016-2017                                |             | Nommay          | NVT | NVT | Brons  |                                                                                   | 1            |
| 2017-2018                                |             |                 | DNS | DNS | DNS    |                                                                                   | 0            |
| geen deelnames in 2019-2020 en 2018-2019 |             |                 |     |     |        |                                                                                   |              |
| 2020-2021                                |             |                 | 24e | 16e | 4e     |                                                                                   | 0            |
| 2021-2022                                |             | Pierric I       | 8e  | 6e  | Zilver | Jablines, Illnau                                                                  | 9            |
| 2022-2023                                |             |                 | 10e | 11e | Goud   | Illnau, Mettmenstetten                                                            | 3            |
| 2023-2024                                |             | Flamanville I   | 11e | 11e | Goud   | Illnau, Mettmenstetten                                                            | 4            |
| 2024-2025                                |             |                 |     |     | Zilver | Roanoke I en II, Rochester I en II, Baltimore I en II, Waterloo I en II, Gernelle | 9            |
| Totaal                                   | 0           | 4               | 0   | 0   | 2      | 15                                                                                | 21           |